# ليمبيزا دي سانجري

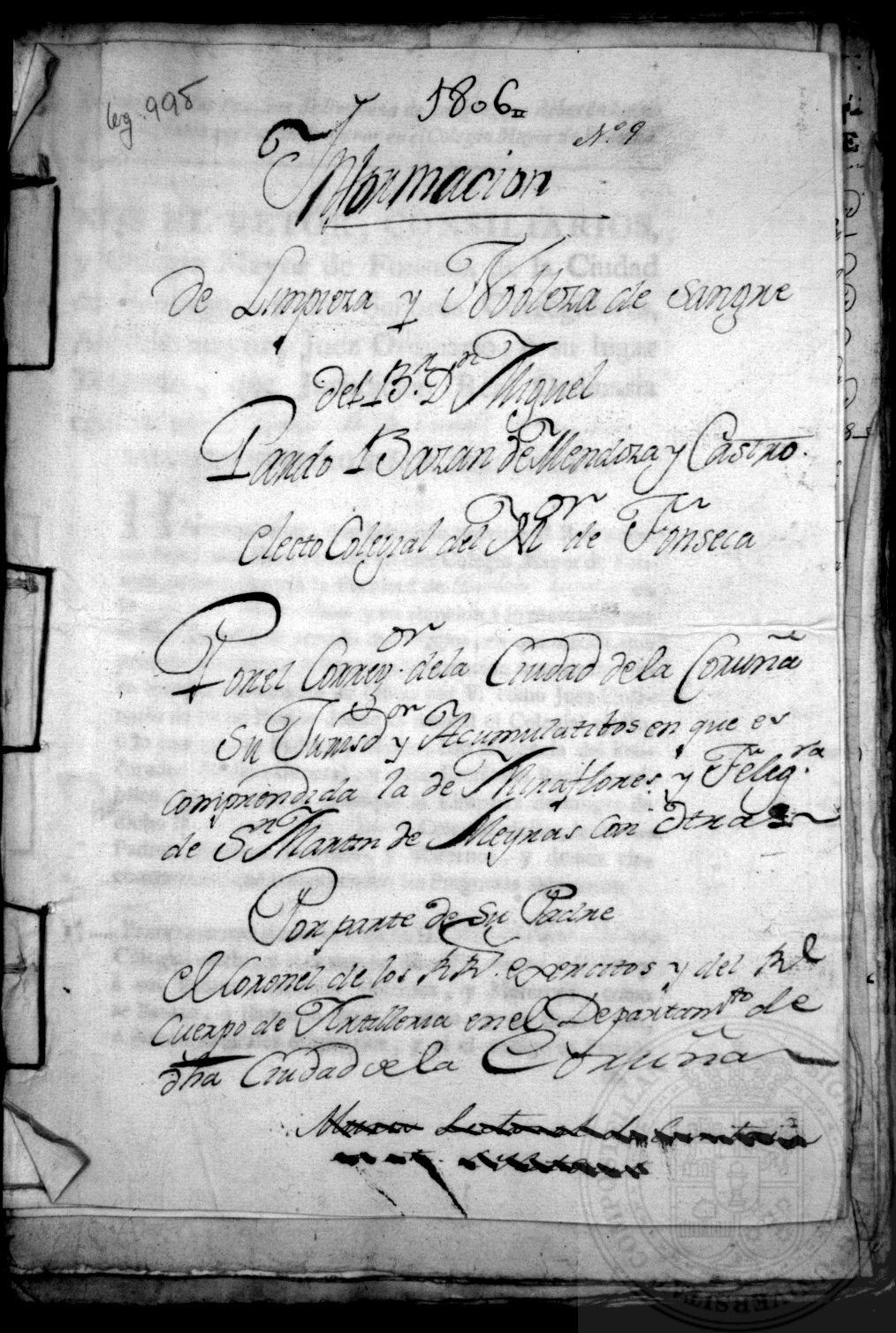

ليمبيزا دي سانجري (تلفظ بالإسبانية: ‎/limˈpjeθa ðe ˈsaŋɡɾe/‏)، limpeza de sangue (برتغالية، Galician) أو neteja de sang (النطق الكتالاني : [nəˈtɛʒə ðə ˈsaŋ]، حرفيًا «نظافة الدم» و«نقاء الدم»، لعبت دورًا مهمًا في التاريخ الحديث لشبه الجزيرة الإيبيرية.
تشير إلى أولئك الذين كانوا يعتبرون «مسيحيين قدامى» خالصين، من دون أسلاف مسلمين أو يهود، أو في سياق الإمبراطورية (إسبانيا الجديدة والهند البرتغالية) عادةً إلى أولئك الذين ليس لديهم أصل من الهنود الأمريكيين أو من السكان الأصليين في آسيا أو من السكان الأصليين في أفريقيا اشخاص.

## بعد الاسترداد

### إجرائات للحكم على نقاء الدم
أقدم قضية تحكيم معروفة ليمبيزا دي سانجري تعود لكنيسة قرطبة، التي أوضحت الإجراء للحكم على نقاء دم مرشح على النحو التالي: الركوع، مع وضع يده اليمنى على صورة صليب على الكتاب المقدس. ثم قدم المرشح أسماء آبائهم وأجدادهم، وكذلك أماكن ميلادهم. يقوم مندوبان من المجلس أو الكنيسة أو أي مكان عام آخر بالبحث في المعلومات للتأكد من صدقها. إذا كان يجب إجراء التحقيق في قرطبة، فسيتم تعيين شخص، وليس بالضرورة عضوًا في المجلس، لفحص الشهود الذين يعينهم المرشح. سيتلقى هذا الباحث مبلغًا يوميًا وفقًا لرتبة الشخص والمسافة المقطوعة والوقت الذي يقضيه. بعد جمع كل التقارير، يجب على السكرتير أو كاتب العدل قراءتها جميعًا على المجلس وسيقرر التصويت ما إذا كان المرشح قد تمت الموافقة عليه أم لا. كانت الأغلبية البسيطة كافية، وبعد ذلك كان على المرشح أن يعد بطاعة جميع قوانين وعادات الكنيسة.